# Jürgen Zöller

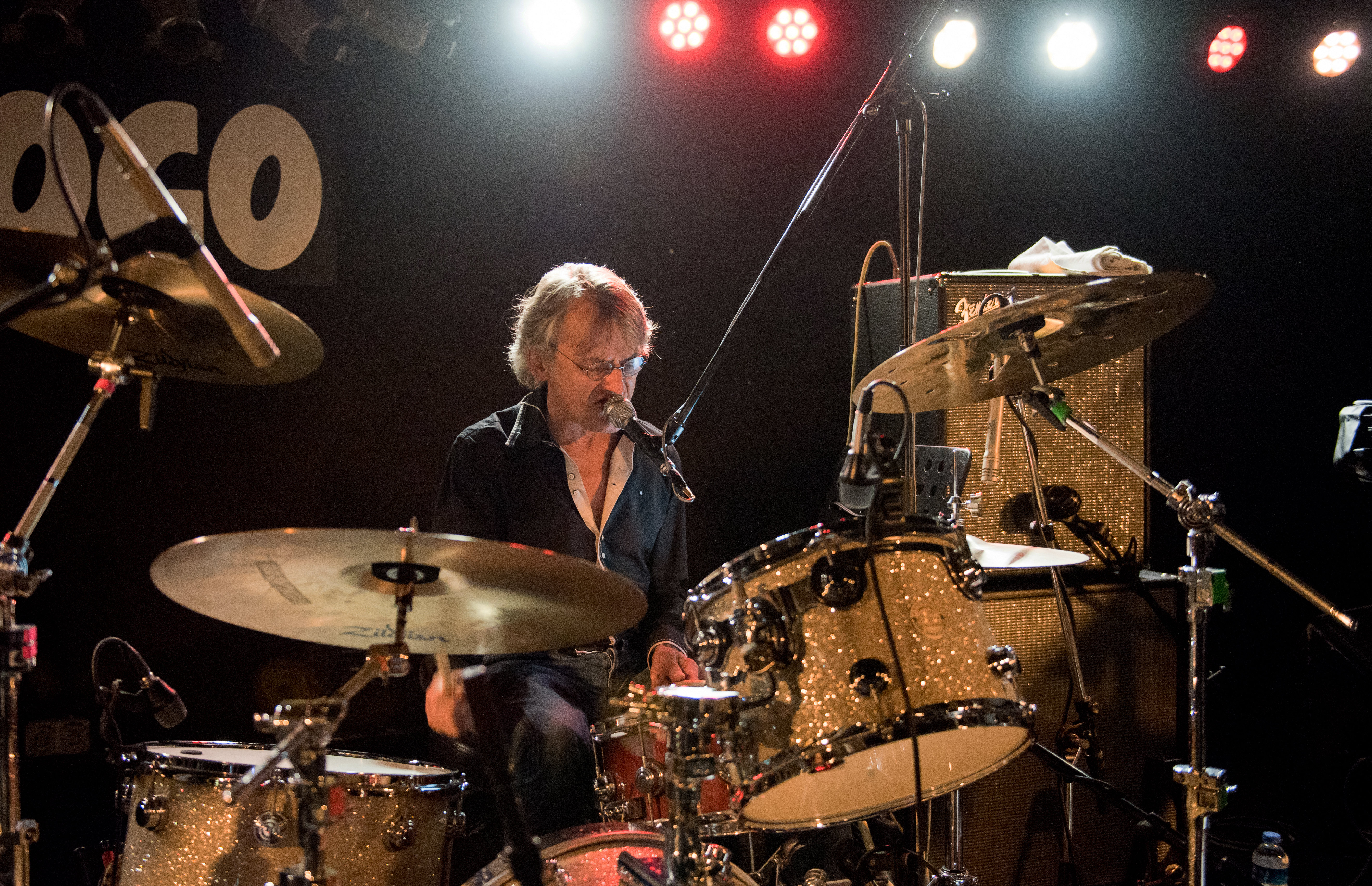
Jürgen Zöller im Logo Hamburg (2016)

Jürgen Zöller (* 27. September 1947 in Köln) ist ein deutscher Musiker. Er war von 1987 bis 2014 Schlagzeuger der Kölschrock-Band BAP.

## Leben und Werk
Zöller wuchs in Hillscheid in der Nähe von Koblenz auf. 1962 zog er nach Frankfurt, wo er eine Lehre als Kaufmann machte. 1963 begann er Schlagzeug zu spielen. Ende der Sechziger wurde er Profimusiker und wirkte in verschiedenen Bands mit. 1976 spielte er Schlagzeug bei dem Lied Schifoan von Wolfgang Ambros.
1977 stieg er in die Band Supermax ein. 1981 wechselte er zu Wolf Maahn und seiner Band Die Deserteure. Zur gleichen Zeit arbeitete er auch mit Rainhard Fendrich. Zudem war er Produzent der Rodgau Monotones.
Seit 1987 war er der Schlagzeuger von BAP. Zöller war nach Wolfgang Niedecken am längsten in der Band.
Am 13. August 1993 spielte er Schlagzeug in der Band von Chuck Berry während der Eröffnungsfeier der Leichtathletik-WM in Stuttgart.
Sein letztes Konzert mit BAP fand am 1. September 2014 in Bochum statt. Am 2. September 2014 verkündeten BAP auf ihrer Webseite, dass Zöller die Band nach 27 Jahren verlassen hat.
Er hat zwei Söhne und wohnt in Karlsruhe.

## Buchveröffentlichungen
- Jürgen Zöller: Aus dem Leben des BAP-Trommlers, Bosworth, 2008, ISBN 978-3-86543-390-9